# Józef Kuczak
 Józef Kuczak  (ur. 8 września 1940 w Miechowicach Wielkich) – generał brygady Wojska Polskiego w stanie spoczynku.

## Życiorys
Józef Kuczak urodził się 8 września 1940 w Miechowicach Wielkich. We wrześniu 1960 rozpoczął studia wojskowe w Oficerskiej Szkole Wojsk Zmechanizowanych we Wrocławiu. W 1963 promowany na podporucznika przez marszałka Mariana Spychalskiego. Służbę zawodową rozpoczął jako dowódca plutonu piechoty w 75 pułku zmechanizowanym w Bartoszycach z 15 Dywizji Zmechanizowanej. W latach 1963–1970 był w tym pułku na stanowiskach dowódcy kompanii piechoty (1966–1969) i szefa sztabu – zastępcy dowódcy batalionu (1966–1969). 
Od października 1970 do sierpnia 1973 studiował w Akademii Sztabu Generalnego WP w Rembertowie, po ukończeniu których został wyznaczony na stanowisko pomocnika szefa wydziału operacyjnego 15 Dywizji Zmechanizowanej w Olsztynie, którym był do listopada 1974. Następnie odbył roczną praktykę jako szef sztabu – zastępca dowódcy 37 pz w Morągu z 15 Dywizji Zmechanizowanej. W latach 1975–1984 był dowódcą 37 pz. Dowodzony przez niego oddział zdobył tytuł przodującego pułku Warszawskiego Okręgu Wojskowego. W latach 1984–1988 był zastępcą dowódcy, a następnie przez rok dowódcą 15 Dywizji Zmechanizowanej. Od 1989 do 1992 komendant 15 Bazy Materiałowo-Technicznej w Olsztynie, powstałej z przeformowania 15 DZ. W 1993 został skierowany na Podyplomowe Studia Operacyjno-Strategiczne w Akademii Obrony Narodowej w Warszawie, po ukończeniu których powierzono mu funkcję dowódcy powstałej na nowo 15 Dywizji Zmechanizowanej. 
W 1993 awansowany na stopień generała brygady. Akt mianowania odebrał z rąk prezydenta Rzeczypospolitej Polskiej Lecha Wałęsy. W 1996 objął stanowisko szefa Wojewódzkiego Sztabu Wojskowego – Rejonowego Sztabu Wojskowego, po reorganizacji szef Wojewódzkiego Sztabu Wojskowego w Olsztynie. 8 września 2000 zakończył zawodową służbę wojskową.

## Awanse[1]
- podporucznik – 1963
- porucznik – 1966
- kapitan – 1970
- major – 1975
- podpułkownik – 1979
- pułkownik – 1984
- generał brygady – 1993

## Ordery, odznaczenia i wyróżnienia[1]
- Krzyż Oficerski Orderu Odrodzenia Polski
- Krzyż Kawalerski Orderu Odrodzenia Polski
- Złoty Krzyż Zasługi
- Odznaka pamiątkowa 15 Dywizji Zmechanizowanej – 1994, ex officio
- Odznaka pamiątkowa WSzW – 1996, ex officio